# Geoff Rowley
Geoff Rowley (Liverpool, 6 giugno 1976) è uno skater britannico.

## Biografia
Skater inglese, è stato vincitore del premio Skater of the year assegnato dalla rivista Trasher Magazine. Geoff ha debuttato nel mondo dello skateboard nel 1989 nelle strade di Liverpool dove successivamente ottenne il suo primo sponsor Deathbox Skateboards. Sulla scia di altri professionisti europei come Rune Glifberg nel 1994 si trasferì ad Huntington Beach dove negli anni successivi divenne uno dei simboli della Vans dove firmò un accordo nel 1999 come testimonial.
Geoff è anche proprietario della Flip Skateboards, produttore di tavole da skateboard.
Geoff è stato l'ideatore della Rowley-Darkslide, una variazione della Darkslide di Rodney Mullen.

## Videografia
In carriera Geoff è apparso in numerosi filmati di skateboard come alcuni filmati della 411VM nel numero 10,13,30 rispettivamente nel 1995 e nel 1998 e nel volume 5 del 2000 chiamato The Best. In alcuni filmati della Flip è stato anche co-direttore come nel video Really Sorry del 2003 e nel Extremely Sorry del 2009.
Nel 2012 è apparso nel video della Flip The Weight of the World.

## Videogiochi
Prese parte alla serie di videogiochi Tony Hawk's Pro Skater, dove apparve come skater selezionabile in Tony Hawk's Pro Skater, Tony Hawk's Pro Skater 2, Tony Hawk's Pro Skater 3, Tony Hawk's Pro Skater 4, la serie Tony Hawk's Underground e Tony Hawk's Shred.
| Controllo di autorità | VIAF (EN) 71203355 · LCCN (EN) no2008083686 |